# Krušar
Krušar (cyr. Крушар) – wieś w Serbii, w okręgu pomorawskim, w gminie Ćuprija. W 2011 roku liczyła 1283 mieszkańców.